# Okrąglik (powiat częstochowski)
Okrąglik – wieś w Polsce położona w województwie śląskim, w powiecie częstochowskim, w gminie Janów.
W latach 1975–1998 miejscowość położona była w województwie częstochowskim.
Przed wojną miejscowość nosiła nazwę Okółko